# Усекновение главы Иоанна Предтечи (икона)
«Усекновение головы Иоанна Предтечи» — икона 2-й половины XVI века из Средней Руси, изображающая сцену мученической смерти Иоанна Крестителя, которому по приказу тетрарха Галилеи Ирода отрубили голову. Хранится в коллекции Национального музея «Киевская картинная галерея» в Киеве.

## История
Входила в состав праздничного чина из Городца (другая икона из этого ряда «Тайная вечеря» также хранится в Национальном музее «Киевская картинная галерея»). Размер икон говорит о том, что они входили в состав большого иконостаса. Происхождение икон остается спорным. Икону приобрел в начале XX века на ярмарке в городе Городце на Волге коллекционер Илья Остроухов (1858—1929). Вероятно, раньше хранилась в соборе города Каргополя Олонецкой губернии (ныне Архангельская область), именно поэтому ее начали называть каргопольским образом.
Наконец, в 1912 году, ее приобрела коллекционер Варвара Ханенко (1852—1922) вместе с иконой «Тайная вечеря» и до 1918 года хранилась в собрании Богдана и Варвары Ханенко в Киеве. В 1932 году попала в Национальный музей «Киевская картинная галерея» из Музея искусств Всеукраинской академии наук (ВУАН) в Киеве.

## Описание
На иконе изображена сцена мученической смерти Иоанна Крестителя, которому по приказу тетрарха Галилеи Ирода отрубили голову. В центре композиции стоит Иоанн Предтеча, наклонившись над пещерой, в которой лежит на треугольном блюде его голова. В его позе сочетаются мотивы готовности к смерти и молитвенного противостояния. На лице Иоанна перед казнью показаны страдания и напряжение. Иконописец одновременно изображает момент, предшествующий отсечению головы и результат казни.
Смысловым центром является отсеченная голова Иоанна; его искусно прорисованное лицо выражает успокоенность и просветленность. Голова Иоанна, окруженная золотым нимбом, четко выделяется на черном фоне пещеры. У края пещеры изображено тонкое деревце с топором у основания — символом недолговечности земного бытия, участи нераскаявшихся грешников, которые будут подобно бесплодному дереву, срублены и брошены в огонь.
Интерпретация традиционного пейзажного фона в виде гор, поднимающихся выступами, и здания с двумя колоннами и узким входом отвечает образному построению иконы.

## Ссылка
- Описание на сайте: Христианство в искусстве: иконы, фрески, мозаики…"